# Čachotín
Čachotín (německy Tschachotin) je obec v okrese Havlíčkův Brod v Kraji Vysočina. Žije zde 175 obyvatel.

## Geografie
Obec se nachází v severní části kraje Vysočina, kde je součástí havlíčkobrodského okresu. Náleží do správního obvodu města Chotěboře jako obce s rozšířenou působností a obce s pověřeným obecním úřadem. Celková výměra katastrálního území Čachotín činí 630 ha. Obec se nachází v nadmořské výšce 572 metrů. Reliéf širšího okolí má převážně plochý charakter. Nejvyšší vrcholky dosahují 590 m n. m. (na západě obce Remonštangle (595 m n. m.). Z Remonštanglu je velký rozhled do krajiny na jednu stranu je vidět hrad Lipnice nad Sázavou, na druhou kostel v Havlíčkově Borové.
Okolí obce je tvořeno scelenými bloky zemědělsky využívané půdy. Tyto bloky člení drobné zmeliorované vodoteče se zatravněnými nivami a polní cesty, obvykle bez vegetačního doprovodu. Větší lesní celky jsou situovány při okrajích katastrálního území obce (asi 800 m od obce na východ a západ). Menší lesní celky a remízy jsou situovány poblíž okrajů větších lesních celků. Lesy jsou zpravidla hospodářské s dominantním zastoupením smrku a pravidelně přimíšenými borovicemi a modříny.

## Historie
První písemná zmínka o obci pochází z roku 1352. Významnou roli v osídlování okolní krajiny sehrála tzv. Libecká stezka, procházející blízkým městem Chotěboř a také přítomnost hornin bohatých na stříbrnou rudu, která zde byla ve středověku těžena.
Roku 1392 je obec uvedena pod německým jménem Schachelsdorf, o několik let později (1407) je doložen Jan Záhorka de Czachotina, 1521 Jan na Horní Krupé a Šechotíně. V polovině 16. století ves příslušela ke zboží hradu Ronovce, později k tvrzi v Krupé. Roku 1572 při dělení rodového majetku dostal Čachotín jako svůj díl Václav Hauguvic z Biskupic. Dalšími majiteli se na dlouhá desetiletí stali Bechyňové z Lažan. Od roku 1588 patřil Čachotín k Rosochatci, a to až do roku 1848.
Od roku 1843 se používá název běžný dodnes. Jméno vesnice vzniklo příponou –ín z osobního jména Čachota a znamenalo Čachotův dvůr. Koncem 19. století se většina z 475 obyvatel (v 63 domech) zabývala rolnictvím.

## Charakter obce
Čachotín je středně velkou obcí zemědělského charakteru, tak jak tomu bylo v minulosti. Je tu 84 domů, z nichž 25 neslouží k bydlení, ale pouze k rekreačnímu využití. Obec si zachovala původní vesnickou zástavbu návsi.
Ve vsi nechybí hasičské zbrojnice, nově zrekonstruovaná budova, ve které od roku 2007 sídlí obecní úřad, knihovna a hasičský spolek.

## Počet obyvatel
| Rok            | 1869 | 1880 | 1890 | 1900 | 1910 | 1921 | 1930 | 1950 | 1961 | 1970 | 1980 | 1991 | 2001 | 2006 | 2014 |
| Počet obyvatel | 405  | 485  | 416  | 387  | 424  | 398  | 352  | 262  | 241  | 198  | 177  | 175  | 179  | 182  | 180  |

## Kultura
Tradiční je v obci „Vavřinecká pouť“, konaná druhou srpnovou neděli.

## Pamětihodnosti
Nejvýznamnější památkou obce je kostel sv. Vavřince, v základech již gotický, za třicetileté války byl však zcela zničen. Dnešní podoba je barokní s lidovými prvky, poslední úpravy kostela však proběhly až v 19. století. Jedná se o jednolodní stavbu. Po stranách hlavního vchodu jsou niky s dřevěnými sochami světců, jeho vnitřní vybavení odpovídá době vzniku kostela. V kostele sv. Vavřince se nachází hrobka svobodných pánů Bechyňů z Lažan, majitelů zámku a statku v Rozsochatci, z roku 1833. Na starém hřbitově, ohrazeném zdí, kde je dnes parková úprava, zůstalo několik starých pomníků. Je zde pohřbena jedna ze zakladatelek sklářského rodu Kavalírů – „babička Anna Kavalírová“, je tu také pohřben kapelník a skladatel zábavné hudby Karel Veselý-Jilemský z Jilmu, který zemřel v roce 1945 při akci partyzánského oddílu operujícího v okolí obce, a jehož členové do Čachotína docházeli.
Uprostřed obce v parčíku je pomník věnovaný „obětem světové války 1914–1918“. Jsou zde jmenování čachotínští občané, kteří se nevrátili z této války. Druhý pomník v obci připomíná slavného rodáka Josefa Sobotku, legionáře 1. světové války.

## Rodáci
- Josef Adam, starosta, poslanec a senátor
- Josef Sobotka, legionář v 1. světové válce

## Galerie

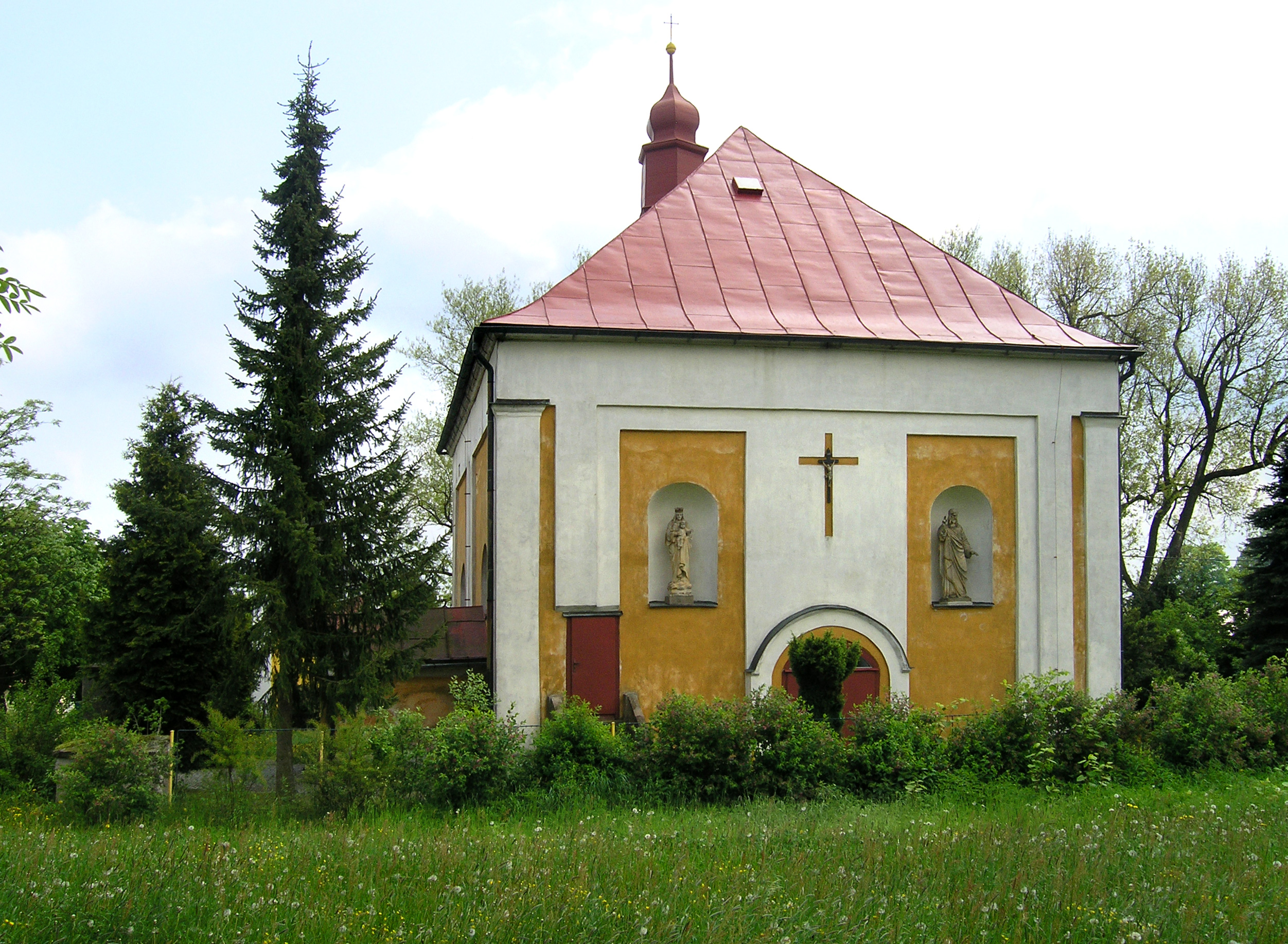
Kostel
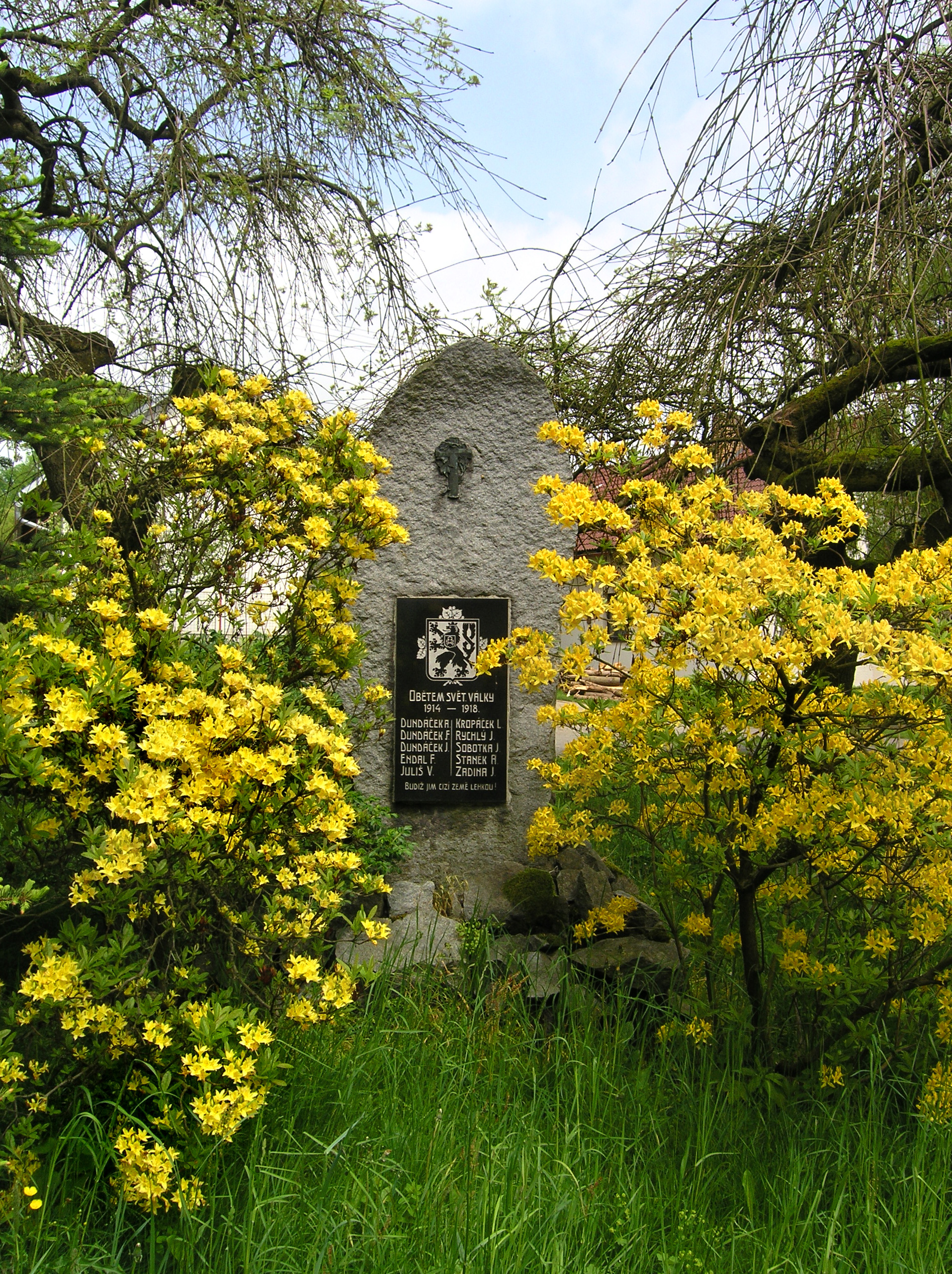
Památník na první světovou válku
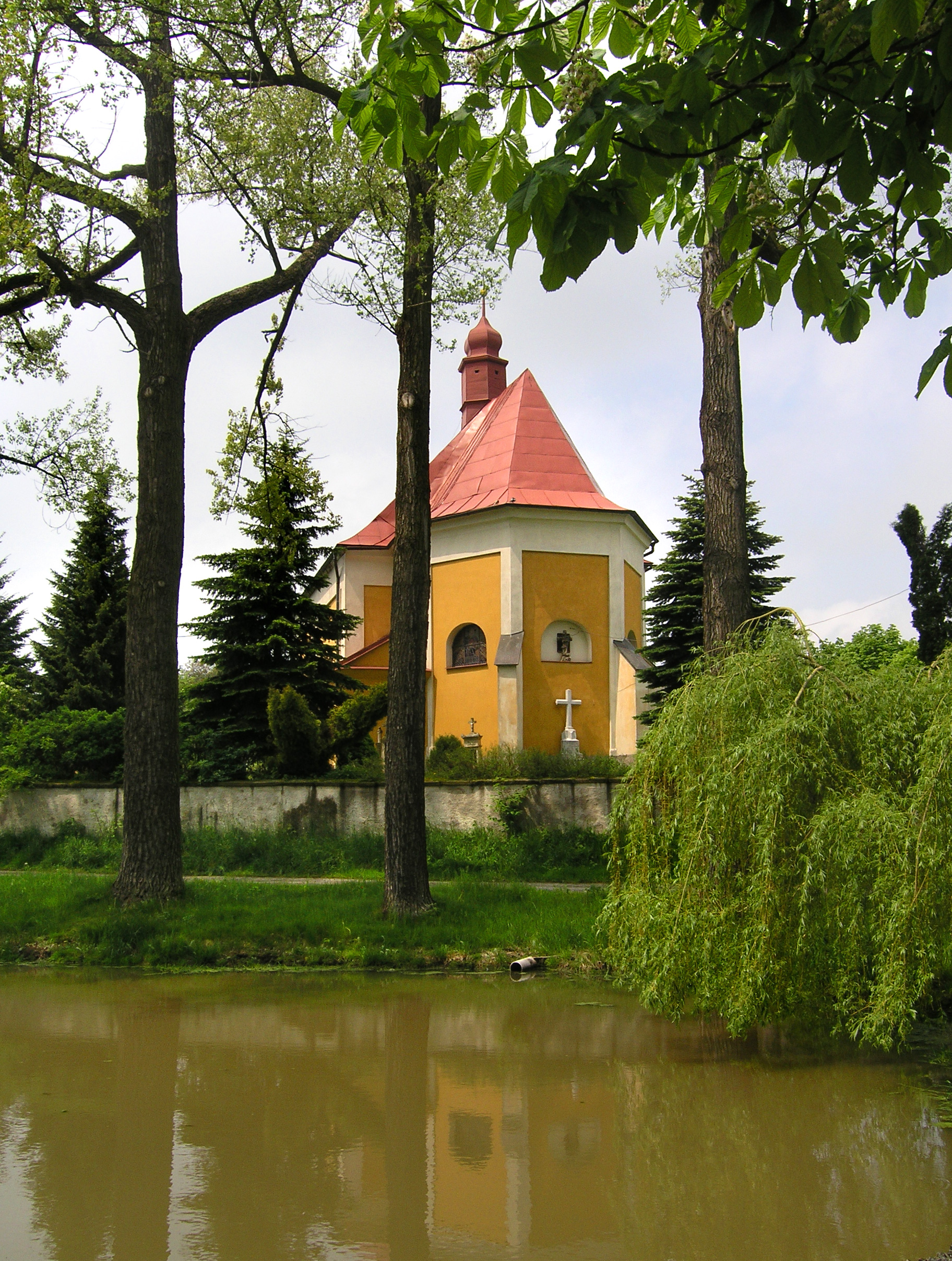